# لمياء عبد خداوي
لمياء عبد خداوي سياسية ونائبة بالمجلس الوطني العراقي، وهي أوّل نائبة اغتيلت مُنذ انتخابات يناير.

## السيرة الذاتية
كانت لمياء خداوي نائبة في المجلس الوطني العراقي، حيث اُنتُخبت بالبرلمان في الانتخابات العامة التي عقدت شهر يناير 2005. كانت أيضا في حزب قائمة رئيس الوزراء العراقي السابق إياد علاوي.

## الوفاة
تم اغتيالها على باب منزلها في بغداد، يوم 27 نيسان/إبريل عام 2005.